# DemocracyOS
DemocracyOS es un proyecto de software de código abierto que busca facilitar la participación de la ciudadanía a través de la deliberación y la votación de propuestas. Permite recoger y publicar propuestas políticas concretas o texto legislativas, generar un espacio para su debate público y por último incluye un sistema de votación, que busca promover un debate público rebusto y fortalecer el empoderamiento ciudadano para un sistema social más inclusivo abierto y colaborativo.

## Historia
El proyecto nace a partir de la iniciativa de Democracia en Red, una ONG nacida en 2014 que se dedica a la promoción y desarrollo de proyectos y herramientas de código abierto para la participación ciudadana. Ha sido usado como plataforma para la toma de decisiones en diversos gobiernos locales y organizaciones sociales de diversos países como México, Túnez o Argentina.